# Hong Kong Premier League
Premier League (kinesiska; 香港超級聯賽) är den högsta professionella fotbollsligan i Hongkong från och med 2014/15. Ligan är för närvarande sponsrad av BOC Life och kallas officiellt BOC Life Hong Kong Premier League (kinesiska; 中 銀 集團 人壽 香港 超級 聯賽).

## Historia
Den 7 februari 2013 meddelade Hongkongs fotbollsförbund att Premier League skulle bli den högstaligan i Hongkong med start hösten 2014, där det föreslogs att säsongen 2013–14 skulle vara övergångsår. Som ett resultat av detta var First Division League 2013/2014 den sista säsongen som högstaligan och blev andra högstaligan i och med Premier Leagues inträdande.
Klubbarna som redan befann sig i högstaligan reagerade negativt på detta då de upplevde ökade kostnader för att delta i en professionell liga, särskilt en där man ansåg att det var en liten skillnad jämfört med den gamla första divisionen. Fem klubbar - Citizen, Southern District, Sun Hei, Happy Valley, Tuen Mun bestämde sig alla för att till slut gå med i den nya ligan, vilket ledde till HKFA:s oro för att starta ligan vid ett minimum med åtta lag inte skulle vara möjlig. Till slut, dock genom offentlig finansiering och statligt stöd, två lag från andraligan kunde uppfylla de nya ligakraven och flyttades upp, vilket gjorde att nio lag var med i första säsongen.

## Klubbar säsongen 2023/2024
| KLubb             | Grundad | Arena                          | Tröjsponsor | Position 22/23       |
| ----------------- | ------- | ------------------------------ | ----------- | -------------------- |
| Kitchee           | 1931    | Mong Kok Stadium               | edps        | 1:a                  |
| Lee Man           | 2017    | Tseung Kwan O Sports Ground    | Lee & Man   | 2:a                  |
| Rangers           | 1958    | Hammer Hill Road Sports Ground |             | 3:a                  |
| Eastern           | 1932    | Tseung Kwan O Sports Ground    | Topeast     | 4:a                  |
| Southern          | 2002    | Mong Kok Stadium               | ISUZU       | 5:a                  |
| Happy Valley      | 1886    | HKFC Stadium                   |             | 6:a                  |
| Tai Po            | 2002    | Tai Po Sports Ground           |             | 7:a                  |
| Resources Capital | 2006    | Tsing Yi Sports Ground         |             | 8:a                  |
| Sham Shui Po      | 1958    | Sham Shui Po Sports Ground     | Sportshouse | 9:a                  |
| HK U23            | 2021    | Hammer Hill Road Sports Ground |             | 10:a                 |
| North District    | 2002    | North District Sports Ground   |             | 3:a i First Division |

## Mästare
| Säsong  | Mästare                   |
| ------- | ------------------------- |
| 2014/15 | Kitchee                   |
| 2015/16 | Eastern                   |
| 2016/17 | Kitchee                   |
| 2017/18 | Kitchee                   |
| 2018/19 | Tai Po                    |
| 2019/20 | Kitchee                   |
| 2020/21 | Kitchee                   |
| 2021/22 | Ligan avbruten (pandemin) |
| 2022/23 | Kitchee                   |
| 2023/24 | Lee Man FC                |
| 2024/25 | Tai Po FC                 |